# Enicospilus glarus
Enicospilus glarus là một loài tò vò trong họ Ichneumonidae.